# Schakelen
Schakelen is een lied van de Nederlandse rapper Djaga Djaga in samenwerking met de Marokkaans-Nederlandse rapper Lijpe, de Nederlandse rapper Josylvio en de Algerijns-Franse rapper Boef. Het werd in 2023 als single uitgebracht en stond in hetzelfde jaar als zestiende track op het album Beschadigd van Djaga Djaga.

## Achtergrond
Schakelen is geschreven door Abdel Achahbar, Arif Gusejnov, Elmar Yadai, Jason Leonora, Joost Theo Sylvio Yussef Abdelgalil Dowib en Sofiane Boussaadia en geproduceerd door CAPSLOCKED. Het is een nummer dat past in de genres nederhop en trap. In het lied rappen en zingen de artiesten over de wisseling tussen het arme leven dat ze vroeger hadden en het succesvolle leven als rapper inclusief de vele rijkdommen die ze nu hebben. 
Het is de eerste keer dat de vier artiesten tegelijkertijd op een lied te horen zijn. Wel werd er meermaals al onderling samengewerkt. Djaga Djaga en Lijpe deden dit op Ooit groot, Overleven en Rovers. De eerste en laatste waren ook in samenwerking met Boef. Lijpe stond verder met Boef op de nummers Niet eens zo, Niks, Muhammad Ali, Wie praat die gaat, Hope & pray, Terug naar toen, Als het fout gaat, Nu heb ik paper en Chance pakken. Met Josylvio had Lijpe de hits Money money, Vuurwerk, Day one en Het leven is een trip uitgebracht. Josylvio en Boef hadden tenslotte eerder al de nummers Betaal mij en AMG met elkaar gemaakt. 

## Hitnoteringen
De artiesten hadden succes met het lied in de hitlijsten van Nederland. Het piekte op de elfde plaats van de Nederlandse Single Top 100 en stond vier weken in deze hitlijst. De Nederlandse Top 40 werd niet bereikt; het kwam hier tot de zevende plaats van de Tipparade.